# Nunatak Odinokij
Nunatak Odinokij (englische Transkription von russisch Нунатак Одинокий Nunatak Odinoki, deutsch ‚Einsamer Nunatak‘) ist ein isolierter Nunatak im ostantarktischen Mac-Robertson-Land. In der Porthos Range der Prince Charles Mountains ragt er nördlich des Mount McCarthy auf.
Russische Wissenschaftler benannten ihn.